# يورك ويلسون
يورك ويلسون هو رسام كندي، ولد في 6 ديسمبر 1907 في تورونتو في كندا، وتوفي بنفس المكان في 10 فبراير 1984.